# Thompson River (Grand River)
Der Thompson River (auch Thompson Fork Grand River oder East Grand River) ist ein Fluss im Süden des US-amerikanischen Bundesstaates Iowa und im Norden des angrenzenden Missouri. Der Fluss ist über den Grand River und den Missouri River Bestandteil des Stromgebiets des Mississippi. 

## Ortschaften und Countys am Thompson River (in Flussrichtung)
Ortschaften:
- Macksburg (IA)
- Grand River (IA)
- Davis City (IA)
- Cainsville (MO)
- Mount Moriah (MO)
- Trenton (MO)
- Chillicothe (MO)

Countys:
- Adair (IA)
- Madison County (IA)
- Union County (IA)
- Ringgold County (IA)
- Decatur County (IA)
- Harrison County (MO)
- Grundy County (MO)
- Livingston County (MO)

## Namensvarianten
| - East Fork - East Grand River - Grand River | - Thompson Fork Grand River - Thompsons Fork - Thomsons River |